# Thilo von Westernhagen (General)
Thilo Julius Bernhard Ludolf von Westernhagen (* 26. März 1853 in Stendal; † 2. Dezember 1920) war ein preußischer General der Infanterie und Chef der Landgendarmerie.

## Leben

### Herkunft
Thilo war ein Sohn des preußischen Oberstleutnants August von Westernhagen (1817–1866) und dessen Ehefrau Agnes, geborene von Bültzingslöwen (1820–1872).

### Militärkarriere
Nach dem Besuch des Kadettenkorps wurde Westernhagen während des Krieges gegen Frankreich am 2. August 1870 als Fähnrich dem Ersatz-Bataillon des 1. Magdeburgischen Infanterie-Regiments Nr. 26 der Preußischen Armee überwiesen. Ab dem 19. September 1870 war er beim mobilen Regiment in Frankreich, nahm an der Belagerung von Paris teil und avancierte Mitte November 1870 zum Sekondeleutnant.
Nach dem Friedensschluss war Westernhagen von Mitte Februar bis Ende Juni 1872 zur Kriegsschule in Potsdam kommandiert. Er stieg Ende Juni 1878 zum Premierleutnant auf und war von April 1881 bis Juli 1883 als Adjutant beim Gouvernement in Köln kommandiert. Unter Entbindung von diesem Kommando wurde er anschließend in das Großherzoglich Mecklenburgische Jäger-Bataillon Nr. 14 nach Schwerin versetzt. Daran schloss sich am 3. Mai 1884 eine Verwendung im 1. Garde-Regiment zu Fuß an. Westernhagen wurde am 2. September 1884 zum überzähligen Hauptmann befördert und Anfang Dezember 1884 zum Chef der 11. Kompanie ernannt. Am 29. März 1892 erhielt er den Charakter als Major und am 2. September 1892 das Patent zu seinem Dienstgrad. Von Oktober 1893 bis Januar 1895 war Westernhagen Kommandeur des IV. Bataillons. Anschließend führte er in gleicher Funktion das Füsilier-Bataillon, wurde Ende Januar 1899 Oberstleutnant und trat Anfang Mai 1899 zum Regimentsstab über. Unter Beförderung zum Oberst erfolgte am 18. Mai 1901 seine Ernennung zum Kommandeur des Königin Augusta Garde-Grenadier-Regiments Nr. 4. Am 22. April 1905 wurde Westernhagen als Generalmajor Kommandeur der 1. Garde-Infanterie-Brigade und zugleich mit der Wahrnehmung der Geschäfte als Kommandant von Potsdam beauftragt. Mit der Beförderung zum Generalleutnant erhielt er am 2. Mai 1908 das Kommando über die 37. Division in Allenstein. Am 7. April 1911 folgte seine Ernennung zum Gouverneur von Köln und in dieser Stellung verlieh ihm Kaiser Wilhelm II. am 13. September 1912 den Charakter als General der Infanterie.
Westernhagen wurde am 25. Juni 1913 mit der gesetzlichen Pension zur Disposition gestellt und zum Chef der Landgendarmerie ernannt. In dieser Stellung hatte er die aktiven Dienstabzeichen zu tragen und wurde in der Dienstaltersliste der Generale der Armee weitergeführt. Während des Ersten Weltkriegs erhielt er am 22. März 1915 das Patent zu seinen Dienstgrad und wurde in Genehmigung seines Abschiedsgesuches am 9. August 1916 unter Verleihung des Roten Adlerordens I. Klasse mit Eichenlaub zur Disposition gestellt.

### Familie
Westernhagen verheiratete sich am 18. Juni 1886 in Oberschönfeld mit Anna Gräfin zur Lippe-Weißenfeld (* 1861). Aus der Ehe gingen die Söhne Thilo (* 1887) und Jobst (1889–1914) sowie die Tochter Elisabeth (* 1892) hervor.